# AEG C.VII
O AEG C.VII foram dois protótipos com dois lugares, um biplano para reconhecimento aéreo da Primeira Guerra Mundial. Ele foi um desenvolvimento direto do AEG C.IV, mas que não entrou em produção. O C.VII foi testado com duas configurações diferentes de asas, um com asas ligeiramente cônicas e o outro com asas superiores enflechadas.